# Senoculifer simplicibulbis
Senoculifer simplicibulbis là một loài nhện trong họ Philodromidae.
Loài này thuộc chi Senoculifer. Senoculifer simplicibulbis được miêu tả năm 1936 bởi Balogh.